# Egypte op de Olympische Zomerspelen 1972
Egypte nam deel aan de Olympische Zomerspelen 1972 in München, West-Duitsland. Vanwege het bloedbad van München trokken bepaalde sporters zich terug. Voor de derde keer op rij werd geen enkele medaille gewonnen.

## Deelnemers en resultaten

### Atletiek
| Olympiër           | Discipline | Resultaat | Prestatie                |
| ------------------ | ---------- | --------- | ------------------------ |
| Abdel Hamid Khamis | -48kg (m)  | 41e       | serie 2: 15de in 30.19,2 |

### Basketbal
| Olympiër | Discipline | Resultaat | Prestatie |
| --- | ---------- | --------- | --- |
| Sherif Fouad Aboulkheir Ahmed Abdel Hamid El-Saharty Awad Abdel Nabi Sayed Tewfik El-Sayed Adel Ibrahim Ismail Fahti Mohamed Kamel Mohamed Essam Khaled Kamal Kamel Mohammed Talaat Guenidi Ismail Selim Mohamed El-Sayed Abdel Hamid Mobarak | mannen     | 16e       | groep A: 8ste V van Cuba: 64-105 V van Brazilië: 84-110 V van Japan: 73-78 V van Spanje: 58-72 V van Verenigde Staten: 31-96 V van Tsjecho-Slowakije: 64-94 V van Australië: 66-89 |

| Groep A |                   |             |             |             |        |        |        |        |
| #       | Land              | Wedstrijden | Wedstrijden | Wedstrijden | Punten | Punten | Punten | Punten |
| #       | Land              | G           | W           | V           | V      | T      | Saldo  | Punten |
| 1       | Verenigde Staten  | 7           | 7           | 0           | 542    | 312    | +230   | 14     |
| 2       | Cuba              | 7           | 6           | 1           | 560    | 445    | +115   | 13     |
| 3       | Brazilië          | 7           | 4           | 3           | 561    | 490    | +71    | 11     |
| 4       | Tsjecho-Slowakije | 7           | 4           | 3           | 493    | 489    | -+4    | 11     |
| 5       | Spanje            | 7           | 3           | 4           | 486    | 500    | −14    | 10     |
| 6       | Australië         | 7           | 3           | 4           | 523    | 524    | −1     | 10     |
| 7       | Japan             | 7           | 1           | 6           | 442    | 643    | −201   | 8      |
| 8       | Egypte            | 7           | 0           | 7           | 440    | 644    | −204   | 7      |

| Ronde       | Datum   | Plaats    | Land   | Score             | Land |
| ----------- | ------- | --------- | ------ | ----------------- | ---- |
| Groepsfase  |         |           |        |                   |      |
| 27 augustus | München | Cuba      | 105-64 | Egypte            |      |
| 28 augustus | München | Brazilië  | 110-84 | Egypte            |      |
| 29 augustus | München | Japan     | 78-73  | Egypte            |      |
| 30 augustus | München | Egypte    | 58-72  | Spanje            |      |
| 1 september | München | Egypte    | 31-96  | Verenigde Staten  |      |
| 2 september | München | Egypte    | 64-94  | Tsjecho-Slowakije |      |
| 3 september | München | Australië | 89-66  | Egypte            |      |

### Boksen
| Olympiër                 | Discipline | Resultaat | Prestatie                                                                                  |
| ------------------------ | ---------- | --------- | ------------------------------------------------------------------------------------------ |
| Said Ahmed El-Ashry      | -48kg (m)  | 9e        | 1ste ronde: W van DAH Seriki: 5-0 2de ronde: V van UGA Odwori: knock-out                   |
| Mohamed Selim Soheim     | -51kg (m)  | 9e        | 1ste ronde: vrij 2de ronde: W van PUR Gomez: 4-1 3de ronde: V van IRL McLaughin: knock-out |
| Mohamed Salah Amin       | -57kg (m)  | 9e        | 1ste ronde: vrij 2de ronde: W van TOG Segbaya: 5-0 3de ronde: V van KEN Waruinge: 0-5      |
| Abdel Hadj Khallaf Allah | -57kg (m)  | 33e       | 1ste ronde: V van IRI Eghmaz: knock-out                                                    |
| Abdel Hamid Fouad Gad    | -67kg (m)  | 33e       | 1ste ronde: V van BUL Kolev: 0-5                                                           |
| Ahmed Mahmoud Aly        | -81kg (m)  | 9e        | 1ste ronde: W van MGL Zorig: 5-0 3de ronde: V van URS Anfimov: knock-out                   |

### Worstelen
| Olympiër              | Discipline     | Resultaat      | Prestatie                                                  |
| Grieks-Romeins        | Grieks-Romeins | Grieks-Romeins | Grieks-Romeins                                             |
| --------------------- | -------------- | -------------- | ---------------------------------------------------------- |
| Mohamed El-Malky      | -48kg (m)      | 14e            | 1ste ronde: W van TUN Dlimi 2de ronde: niet gestart        |
| Abdelfattah Ibrahim   | -52kg (m)      | 15e            | 1ste ronde: V van URS Konstantinov 2de ronde: niet gestart |
| Ibrahim Ibrahim Sayed | -57kg (m)      | 19e            | 1ste ronde: V van GRE Moschidis 2de ronde: niet gestart    |

### Zwemmen
| Olympiër          | Discipline           | Resultaat | Prestatie                |
| ----------------- | -------------------- | --------- | ------------------------ |
| Kamel Aly Mostafa | 200m vrije slag (m)  | 40e       | serie 3: 5de in 2.05,30  |
| Kamel Aly Mostafa | 400m vrije slag (m)  | 40e       | serie 1: 7de in 4.24,97  |
| Kamel Aly Mostafa | 1500m vrije slag (m) | 36e       | serie 5: 6de in 17.40,37 |
| Kamel Aly Mostafa | 100m rugslag (m)     | 33e       | serie 6: 6de in 1.04,40  |
| Kamel Aly Mostafa | 200m wisselslag (m)  | 36e       | serie 1: 6de in 2.24,61  |

Afghanistan · Albanië · Algerije · Amerikaanse Maagdeneilanden · Argentinië · Australië · Bahama's · Barbados · België · Bermuda · Birma · Bolivia · Bondsrepubliek Duitsland · Brazilië · Brits-Honduras · Bulgarije · Canada · Ceylon · Chili · Colombia · Congo-Brazzaville · Costa Rica · Cuba · Dahomey · Denemarken · Dominicaanse Republiek · Duitse Democratische Republiek · Ecuador · Egypte · El Salvador · Ethiopië · Fiji · Filipijnen · Finland · Frankrijk · Gabon · Ghana · Griekenland · Groot-Brittannië · Guatemala · Guyana · Haïti · Hongarije · Hongkong · Ierland · IJsland · India · Indonesië · Iran · Israël · Italië · Ivoorkust · Jamaica · Japan · Joegoslavië · Kameroen · Kenia · Khmerrepubliek · Koeweit · Lesotho · Libanon · Liberia · Liechtenstein · Luxemburg · Madagaskar · Malawi · Maleisië · Mali · Malta · Marokko · Mexico · Monaco · Mongolië · Nederland · Nederlandse Antillen · Nepal · Nicaragua · Nieuw-Zeeland · Niger · Nigeria · Noord-Korea · Noorwegen · Oeganda · Oostenrijk · Opper-Volta · Pakistan · Panama · Paraguay · Peru · Polen · Portugal · Puerto Rico · Roemenië · San Marino · Saoedi-Arabië · Senegal · Singapore · Soedan · Somalië · Sovjet-Unie · Spanje · Suriname · Swaziland · Syrië · Taiwan · Tanzania · Thailand · Togo · Trinidad en Tobago · Tsjaad · Tsjecho-Slowakije · Tunesië · Turkije · Uruguay · Venezuela · Verenigde Staten · Vietnam · Zambia · Zuid-Korea · Zweden · Zwitserland